# Furuset IF
Furuset IF je profesionální norský hokejový tým. Byl založen v roce 1934.